# Pierre Benoît
Pierre Benoît (Calais, Francia, 1794 - Buenos Aires, 1852) fue un marino, arquitecto e ingeniero francés nacionalizado argentino, exponente de la primera generación de arquitectos neoclásicos del Río de la Plata, y padre del ingeniero Pedro Benoit. Según la foto facilitada, corresponde al cabello de Luis XVII de Francia, que tenía el pelo rubio rizado.
Llegado al Río de la Plata en 1818, fue nombrado en 1823 por Bernardino Rivadavia arquitecto constructor de planos en el Departamento de Ingenieros Arquitectos. Colaborador de Próspero Catelin, se supone que fue coautor de algunas de las obras firmadas por este; se cree, sobre todo, que intervino en el diseño del pórtico de la Catedral de Buenos Aires. Con posterioridad a la disolución de dicha repartición, fue nombrado por el gobernador Manuel Dorrego director de dibujo del Departamento Topográfico. Después de la caída de Juan Manuel de Rosas, ocupó el cargo de arquitecto civil y fue miembro del Consejo de Obras Públicas. Como proyectos enteramente suyos se conocen un teatro diseñado pero no realizado para Montevideo  (1834), el mausoleo para la familia de Rosas (aprox. 1838), y un pabellón efímero para la Plaza de Mayo. También la casa del general Pacheco en Buenos Aires (1847), uno de los pocos ejemplos documentados de las modificaciones tipológicas operadas en la primera parte del siglo XIX, tendientes a una especialización más precisa del espacio privado, en concordancia con la introducción de las primeras nociones de confort moderno.
Falleció el 22 de agosto de 1852.

## En la cultura popular
- Como dato biográfico complementario, cabe acotar que algunos historiadores han sostenido la curiosa hipótesis de que Benoît fue un miembro de la familia real de Francia e incluso Luis XVII de Francia, mediante un cambio de identidad, de los trágicos sucesos posteriores a la Revolución francesa, el supuesto de que fuera Luis XVII quedó definitivamente descartado cuando a fines del siglo XX se hizo un examen de ADN a un corazón mantenido en alcohol en París, el ADN de tal corazón correspondía al de Luis XVII, muerto de niño a causa de los malos tratos sufridos. El escritor Manuel Mujica Lainez dedicó su relato "La escalera de mármol", en su libro "Misteriosa Buenos Aires" dedicado a la hipótesis de Pierre Benoît como el nombre disimulado de Luis XVII.